# Carludovica drudei
Carludovica drudei ist eine Pflanzenart aus der Familie der Scheibenblumengewächse (Cyclanthaceae). Sie wächst als hochwüchsige ausdauernde, krautige Pflanze und ist in Mittelamerika und im nordwestlichen Südamerika beheimatet.

## Beschreibung

### Vegetative Merkmale

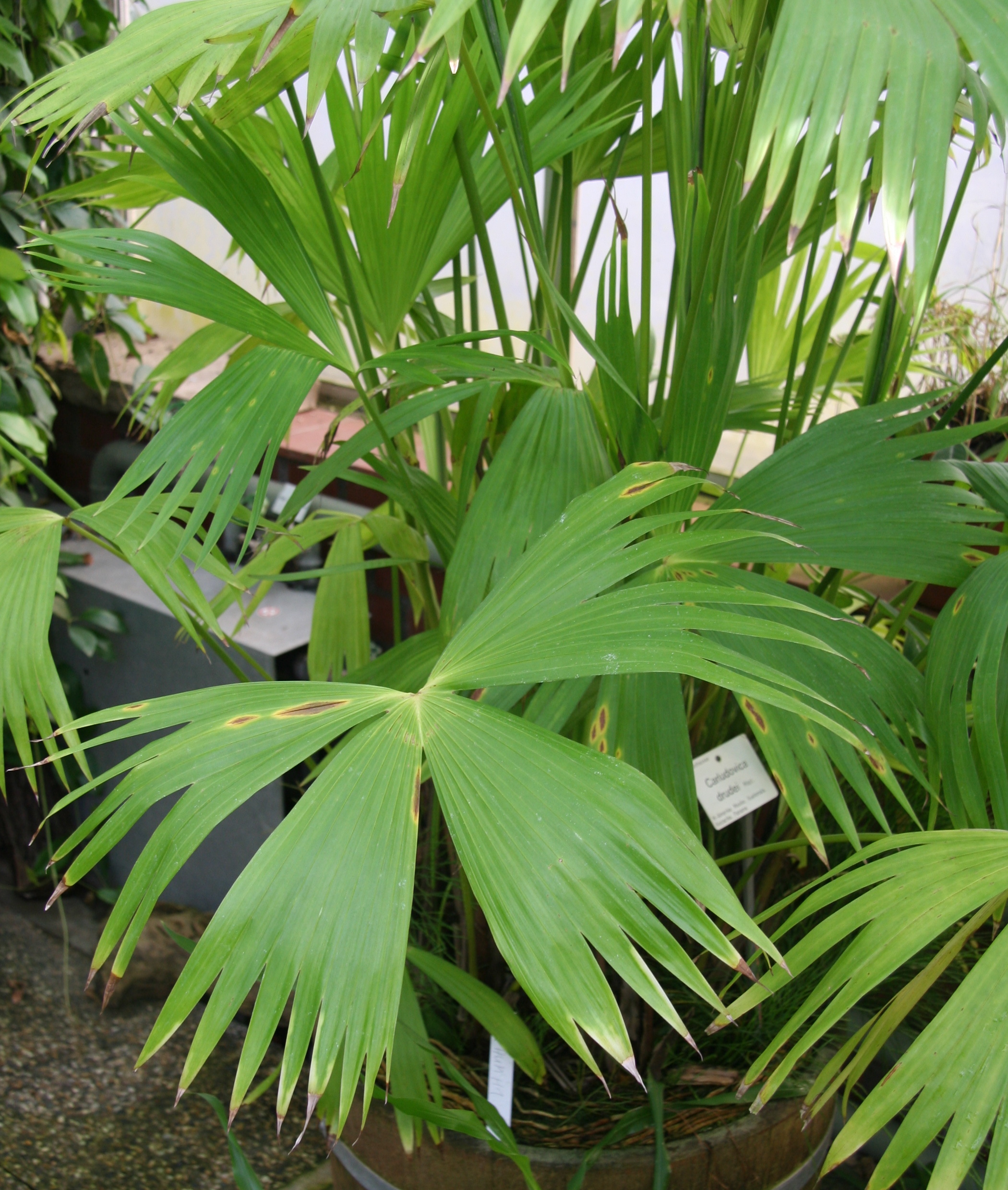
Einzelnes Blatt

Carludovica drudei ist eine kräftige, bis ungefähr 3 m hohe krautige Pflanze mit kurzer unterirdischer Sprossachse. Die grundständigen, schraubig stehenden, palmenähnlichen Laubblätter sind 1,5–2 m lang gestielt. Die fächerförmige Blattspreite hat ungefähr einen Meter im Durchmesser und ist etwa so breit wie lang oder etwas breiter. Sie ist tief handförmig in drei bis vier keilförmige, längsfaltige Abschnitte geteilt. Diese sind vorne regelmäßig in schmale, zugespitzte, 7–15 cm lange Abschnitte zerschlitzt oder unregelmäßig noch tiefer geteilt. Am Spreitenansatz ist ein Paar von kleinen schwielenartigen Verdickungen vorhanden oder diese fehlen.

### Generative Merkmale
Die Geschlechtsverteilung ist einhäusig getrenntgeschlechtig (monözisch). Die kolbenförmigen Blütenstände sind 40–50 cm lang gestielt. Sie sind zur Blütezeit weiß, schmal zylindrisch, 11–12 cm lang und ca. 1,5 cm dick. Unmittelbar unter dem Blütenstand befinden sich vier, seltener drei scheidenartige Hochblätter, die den Kolben vor dem Aufblühen einhüllen und anschließend abfallen. Die kleinen, radiärsymmetrischen Blüten sind auf dem Kolben in regelmäßigen Gruppen angeordnet, wobei immer eine sitzende weibliche Blüte von vier kurz gestielten männlichen, nicht miteinander verwachsenen Blüten umgeben ist.
Die männlichen Blüten besitzen einen Blütenboden, der sich allmählich in den kurzen Blütenstiel verschmälert, und eine vielzähnige, becherförmige Blütenhülle. Die unauffälligen Perigonblätter haben an der Außenseite eine Harzdrüse. Die zahlreichen Staubblätter sind mit ihren Staubfäden am Grund miteinander verwachsen. Die basifixen, also an ihrem Grund dem Staubfaden angehefteten Staubbeutel bestehen aus zwei Theken, die sich der Länge nach öffnen. Die Blüten verwelken nach dem Blühen und fallen ab.
Die weiblichen Blüten haben eine unauffällige, vierteilige Blütenhülle und vier Fruchtblätter, deren seitlich zusammengedrückte Narben miteinander kreuzförmig verwachsen sind. Während des Blühens sind in den weiblichen Blüte außerdem vier weiße, mehrere Zentimeter lange, fadenförmige Staminodien (umgewandelte Staubblätter) vorhanden, die in den Winkeln zwischen den Fruchtblättern stehen.

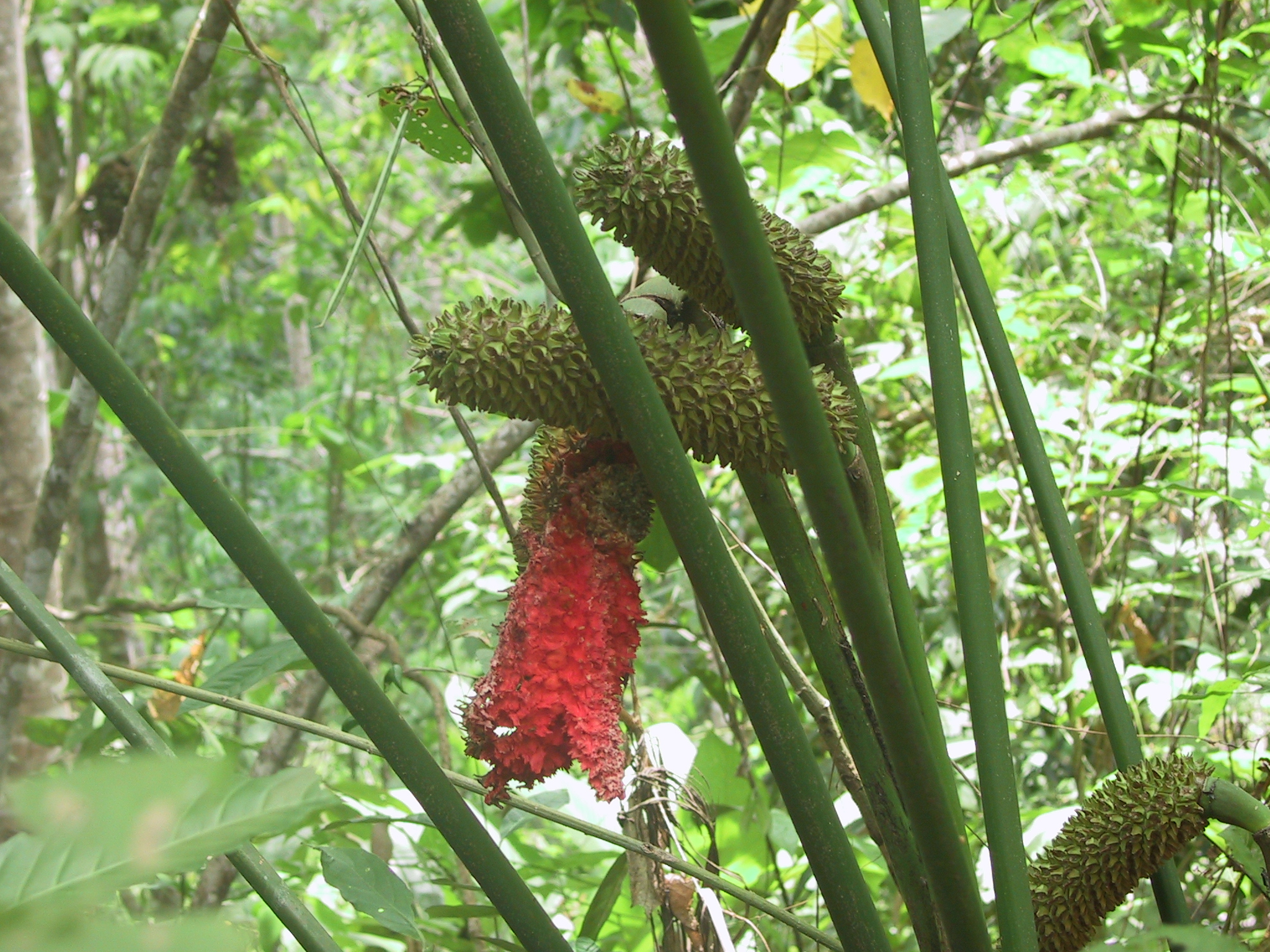
Carludovica drudei, mehrere Fruchtkolben, davon ein offener, reifer

Aus dem Blütenstand bildet sich ein 15 bis 26 cm langer und 2 bis 4 cm breiter kolbenförmiger Fruchtverband, an dem auf der äußeren Hülle die 5 bis 6 mm langen grünen Blütenhüllblätter der weiblichen Blüten sitzen. Im Inneren befindet sich ein rotes Fruchtfleisch, in das die Samen eingebettet sind. Bei der Reife reißt die Hülle des Fruchtkolbens an der Spitze auf, wodurch das Fruchtfleisch mit den Samen weithin sichtbar wird. Man nimmt an, dass damit fruchtfressende Vögel angelockt werden sollen, um die Ausbreitung der Samen zu übernehmen.

## Verbreitung und Lebensraum
Carludovica drudei kommt in Mittelamerika in zwei Teilarealen vor, einerseits im Süden Mexikos (Tabasco, Chiapas) und in Guatemala, andererseits in Costa Rica und Panama. In Costa Rica ist sie hauptsächlich an der pazifischen Abdachung zu finden. Die Art meidet Trockenwaldgebiete, wodurch wohl das Fehlen in Nicaragua und Honduras bedingt ist. Entlang der Nordwestküste Südamerikas erstreckt sich das Areal vom nordwestlichen Venezuela (Zulia) über den Norden und Westen von Kolumbien bis nach Ecuador.
Carludovica drudei wächst im Bereich von tropischen Regen- und Wolkenwäldern, von Meeresniveau bis auf 1700 m. Die Art besiedelt auch Sekundärwälder.

## Blütenbiologie
In der Nacht vor dem Aufblühen entfalten sich die fadenförmigen Staminodien, umhüllen den blühenden Kolben und geben Duftstoffe ab, um kleine Käfer anzulocken, insbesondere Rüsselkäfer der Tribus Derelomini, aber auch Kurzflügler. Diese Käfer dringen am Morgen zwischen den männlichen Blüten zu den darunter versteckten weiblichen Blüten vor. Die Käfer lecken einen süßen Saft, der von der Basis der Staminodien und von der Narbe abgegeben wird, und bestäuben dabei die Blüte. Sie verbleiben einen Tag und die darauffolgende Nacht im Inneren der Blütenstände, paaren sich dabei und legen auch ihre Eier ab. Am nächsten Morgen krabbeln sie ins Freie und bekommen dabei von den umgebenden männlichen Blüten eine Ladung Pollen ab, mit dem sie die nächste besuchte Pflanze bestäuben. Die männlichen Blüten und die Staminodien fallen nach dem Blühen ab.

## Taxonomie
Carludovica drudei wurde 1877 vom englischen Botaniker Maxwell Tylden Masters beschrieben. Die Erstbeschreibung erfolgte anhand einer aus Kolumbien stammenden, in England kultivierten Pflanze.

## Etymologie
Das Artepitheton würdigt den deutschen Botaniker Oscar Drude, der den Erstbeschreiber bei der Bestimmung der Pflanze unterstützt und dabei die Eigenständigkeit der Art erkannt hatte. Die Gattung Carludovica ist zu Ehren des damaligen spanischen Königspaars Karl IV. und Maria Luise (lat. Ludovica) benannt worden.